# Olympische Winterspiele 1928/Nordische Kombination
Bei den II. Olympischen Winterspielen 1928 in St. Moritz fand ein Wettbewerb in der Nordischen Kombination statt.
Olympiasieger wurde der norwegische Olympiadritte von 1924 Johan Grøttumsbråten vor seinen Landsleuten Hans Vinjarengen und Jon Snersrud.

## Die Nordische Kombination in ihren Anfangsjahren
In den Anfangsjahrzehnten wurde der Wettbewerb in nur einer Variante ausgetragen. Als erste Teildisziplin wurde das Laufen durchgeführt, wobei die Teilnehmer hier in St. Moritz am Rennen der Langlaufspezialisten über 18 Kilometer teilnahmen und gesondert auch für die Nordische Kombination gewertet wurden. Am Tag darauf fand der Sprunglauf mit zwei Durchgängen statt. Dabei kamen beide Sprünge in die Wertung.

## Bilanz

### Medaillenspiegel
| Platz  | Land     | Gold | Silber | Bronze | Gesamt |
| ------ | -------- | ---- | ------ | ------ | ------ |
| 1      | Norwegen | 1    | 1      | 1      | 3      |
| Gesamt | Gesamt   | 1    | 1      | 1      | 3      |

### Medaillengewinner
| Disziplin | Gold                       | Silber                 | Bronze             |
| --------- | -------------------------- | ---------------------- | ------------------ |
| Einzel    | Johan Grøttumsbråten (NOR) | Hans Vinjarengen (NOR) | Jon Snersrud (NOR) |

## Ergebnisse

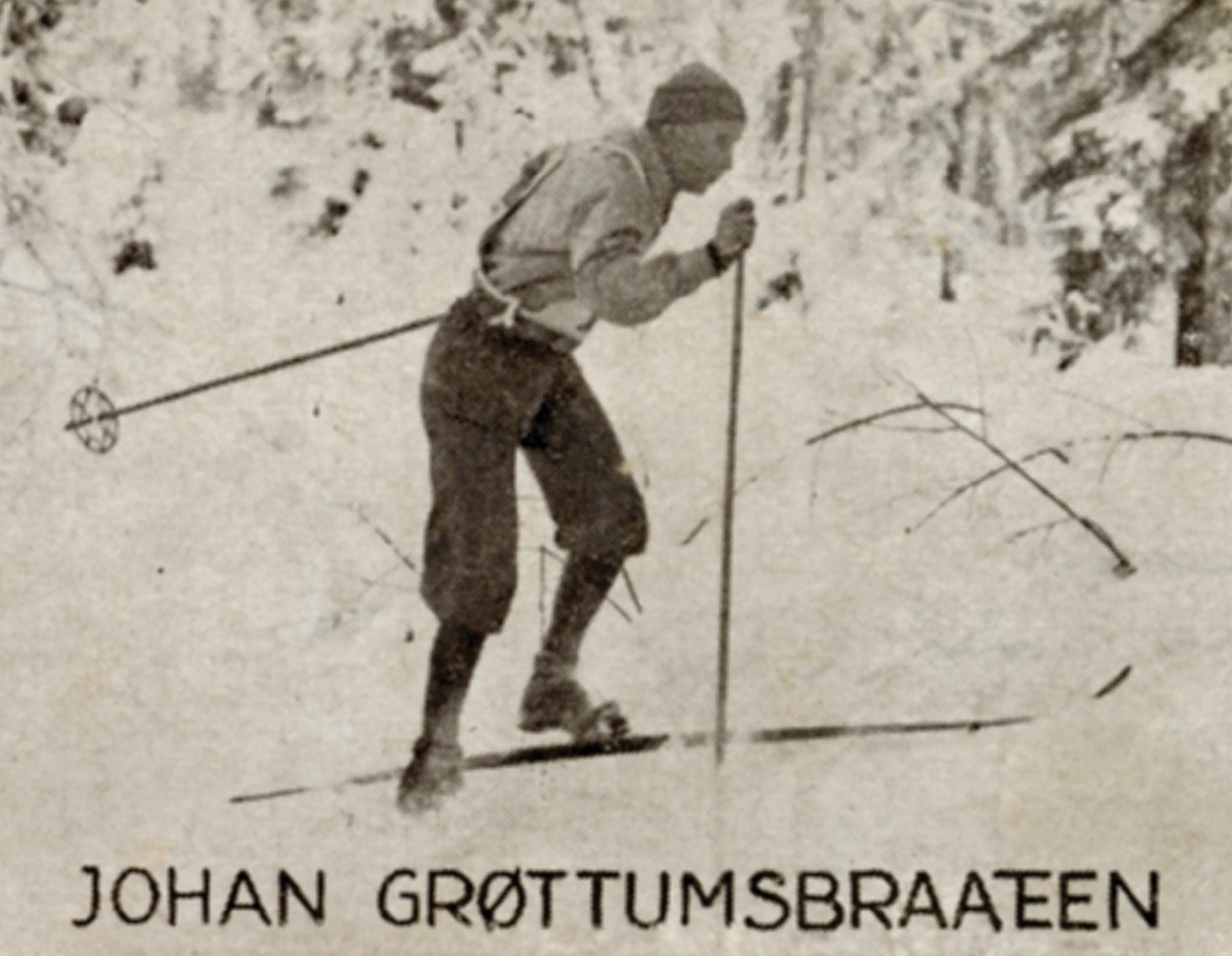
Olympiasieger Johan Grøttumsbråten

| Rang | Land | Athlet                | Skilanglauf | Skilanglauf | Skispringen | Gesamt |
| Rang | Land | Athlet                | Zeit [h]    | Pkte. (Pl.) | Pkte. (Pl.) | Punkte |
| ---- | ---- | --------------------- | ----------- | ----------- | ----------- | ------ |
| 01   | NOR  | Johan Grøttumsbråten  | 1:37:01     | 20,000 0(1) | 15,667 0(8) | 17,833 |
| 02   | NOR  | Hans Vinjarengen      | 1:41:44     | 17,750 0(2) | 12,854 (19) | 15,303 |
| 03   | NOR  | Jon Snersrud          | 1:50:51     | 13,125 0(9) | 16,917 0(3) | 15,021 |
| 04   | FIN  | Paavo Nuotio          | 1:48:46     | 14,125 0(4) | 15,729 0(7) | 14,927 |
| 05   | FIN  | Esko Järvinen         | 1:46:23     | 15,375 0(3) | 14,246 (16) | 14,810 |
| 06   | SWE  | Sven Eriksson         | 1:52:20     | 12,375 (11) | 16,312 0(5) | 14,593 |
| 07   | GER  | Ludwig Böck           | 1:48:56     | 14,125 0(5) | 12,395 (21) | 13,260 |
| 08   | NOR  | Ole Kolterud          | 1:50:17     | 13,375 0(7) | 12,917 (18) | 13,146 |
| 09   | CSK  | Otakar Německý        | 1:50:20     | 13,375 0(8) | 12,616 (20) | 12,990 |
| 10   | POL  | Bronisław Czech       | 1:48:58     | 14,125 0(6) | 11,166 (23) | 12,645 |
| 11   | CHE  | Adolf Rubi            | 1:56:40     | 10,250 (14) | 15,000 (12) | 12,625 |
| 12   | CSK  | Rudolf Burkert        | 2:04:24     | 06,375 (21) | 18,833 0(1) | 12,604 |
| 13   | CHE  | Stephan Lauener       | 2:00:57     | 08,125 (17) | 16,542 0(4) | 12,333 |
| 14   | GER  | Max Kröckel           | 2:00:59     | 08,125 (18) | 15,812 0(6) | 11,968 |
| 15   | GER  | Walter Glaß           | 1:59:43     | 08,750 (15) | 15,104 (11) | 11,927 |
| 16   | CHE  | David Zogg            | 1:55:56     | 10,625 (13) | 13,187 (17) | 11,906 |
| 17   | AUT  | Harald Paumgarten     | 2:02:36     | 07,250 (10) | 10,958 (24) | 11,854 |
| 18   | CSK  | Vinzenz Buchberger    | 2:02:36     | 07,250 (19) | 14,562 (14) | 10,906 |
| 19   | CHE  | Hans Eidenbenz        | 2:05:26     | 05,875 (23) | 15,227 0(9) | 10,551 |
| 20   | ITA  | Vitale Venzi          | 2:09:28     | 03,875 (25) | 16,958 0(2) | 10,416 |
| 21   | GER  | Gustl Müller          | 1:52:43     | 12,250 (12) | 07,978 (28) | 10,114 |
| 22   | POL  | Aleksander Rozmus     | 2:12:26     | 02,375 (28) | 15,187 (10) | 08,781 |
| 23   | FRA  | Martial Payot         | 2:09:42     | 03,750 (26) | 12,042 (22) | 07,896 |
| 24   | POL  | Stanisław Motyka      | 2:08:31     | 04,250 (24) | 10,812 (25) | 07,531 |
| 25   | USA  | Anders Haugen         | 2:30:30     | 00,000 (31) | 14,895 (13) | 07,447 |
| 26   | USA  | Charles Proctor       | 2:35:00     | 00,000 (32) | 14,417 (15) | 07,208 |
| 27   | CAN  | Merritt Putman        | 2:22:40     | 00,000 (30) | 09,708 (26) | 04,853 |
| 28   | FRA  | Klébert Balmat        | 2:16:40     | 00,250 (29) | 08,333 (27) | 04,291 |
| DNF  | FRA  | Marcel Beraud         | DNF         | DNF         | DNF         | DNF    |
| DNF  | JPN  | Takefushi Sakuta      | 2:04:20     | 06,375 (20) | DNF         | DNF    |
| DNF  | CAN  | William Thompson      | 2:12:24     | 02,375 (27) | DNF         | DNF    |
| DNF  | CSK  | Franz Wende           | 2:00:50     | 08,125 (16) | DNF         | DNF    |
| DNF  | GER  | Karl Neuner           | 2:04:25     | 06,375 (22) | DNF         | DNF    |
| DNF  | HUN  | Gyula Szepes          | DNF         | DNF         | DNF         | DNF    |
| DNF  | USA  | Rolf Monsen           | 2:48:00     | 00,000 (33) | DNF         | DNF    |
| DNF  | POL  | Andrzej Krzeptowski I | DNF         | DNF         | DNS         | DNF    |

Lauf: 17. Februar 1928

Springen: 18. Februar 1928

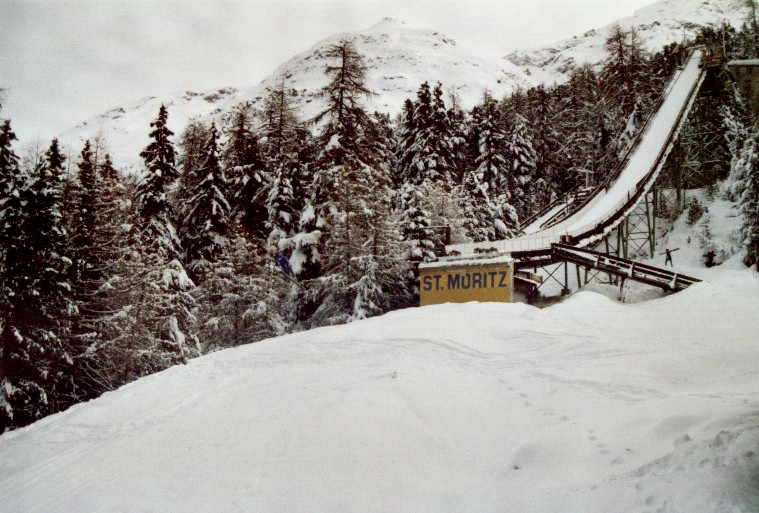
Die Olympiaschanze St. Moritz
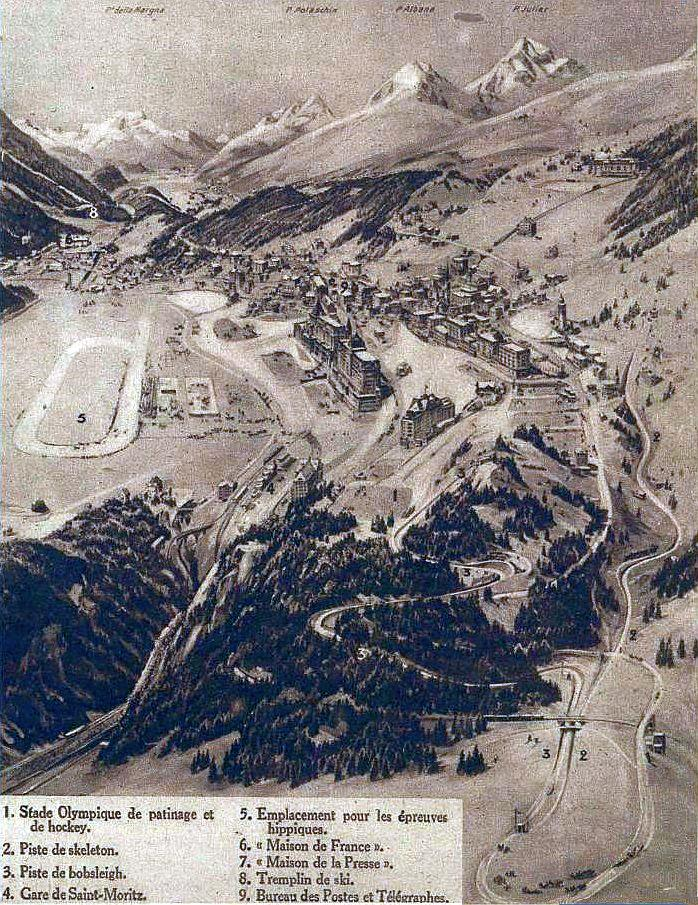
Blick auf die Wintersportanlagen von St. Moritz

Johan Grøttumsbraaten wurde Olympiasieger im Langlauf, der ersten Teildisziplin der Nordischen Kombination, und hatte sich hier bereits einen souveränen Vorsprung von fast fünf Minuten vor seinem Landsmann Hans Vinjarengen herausgearbeitet. Auf dem dritten Rang vor dem Springen folgte der Finne Esko Järvinen mit weiteren annähernd fünf Minuten Rückstand. Dieses Springen war für Grøttumsbraaten fast eine Formalität und er sicherte sich seine zweite Goldmedaille innerhalb von zwei Tagen – im Skispringen reichte ihm hier ein achter Platz zum Sieg in der Nordischen Kombination. Vinjarengen, normalerweise ein hervorragender Springer, stürzte bei seinem ersten Sprung, konnte sich aber aufgrund seiner schnellen Zeit aus dem Lauf und einem guten zweiten Sprung die Silbermedaille sichern. Bronze gewann Jon Snersrud nach seinem dritten Platz im Springen.
Nach dem ersten Durchgang hatte Ole Kolterud, ein weiterer Norweger, das Springen angeführt. Doch ein Sturz im zweiten Durchgang nach dem weitesten Sprung des Wettbewerbs mit 65,5 Metern warf ihn in der Gesamtwertung auf den achten Rang zurück. So kam es dazu, dass Norwegen nicht wie vier Jahre zuvor in Chamonix die ersten vier Plätze belegte.
Der Tschechoslowake Rudolf Burkert kam im Springen mit dem weitesten gestandenen Sprung von 62,5 Metern auf Platz eins vor dem Italiener Vitale Venzi. Aber beide waren im Gelände zu schwach gewesen (Burkert 21. / Venzi 25.) und belegten in der Endabrechnung die die Ränge zwölf und zwanzig. Burkert wurde 1927 im italienischen Cortina d’Ampezzo Weltmeister in der Nordischen Kombination. Dort waren allerdings die Norweger und Finnen nicht am Start.